# Joseph Louis Mennessier
Pour les articles homonymes, voir Mennessier.
Joseph Louis Mennessier est un homme politique français né le 8 avril 1756 à Chennegy (Aube) et mort le 12 mars 1808 à Troyes (Aube).
Administrateur du département de l'Aube le 23 vendémiaire an IV, il est élu député au Conseil des Cinq-Cents le 25 germinal an VII. Partisan du coup d'État du 18 Brumaire, il reste député au Corps législatif jusqu'en 1803.

## Sources
- « Joseph Louis Mennessier », dans Adolphe Robert et Gaston Cougny, Dictionnaire des parlementaires français, Edgar Bourloton, 1889-1891 [détail de l’édition]